# Веронікополе
Веронікополе (пол. Weronikopole) — село в Польщі, у гміні Бралін Кемпінського повіту Великопольського воєводства.
Населення — 225 осіб (2011).
У 1975-1998 роках село належало до Каліського воєводства.

## Демографія
Демографічна структура станом на 31 березня 2011 року:
|          | Загалом | Допрацездатний вік | Працездатний вік | Постпрацездатний вік |
| -------- | ------- | ------------------ | ---------------- | -------------------- |
| Чоловіки | 112     | 25                 | 74               | 13                   |
| Жінки    | 113     | 23                 | 67               | 23                   |
| Разом    | 225     | 48                 | 141              | 36                   |